# Herpeperas striata
Herpeperas striata är en fjärilsart som beskrevs av George Francis Hampson 1926. Herpeperas striata ingår i släktet Herpeperas och familjen nattflyn. Inga underarter finns listade i Catalogue of Life.